# Кот д'Ор (футбольний клуб)
Футбольний клуб Кот д'Ор або просто «Кот д'Ор» (англ. Côte d'Or Football Club) — сейшельський футбольний клуб з міста Праслен. Один з найсильніших клубів країни останніх років.

## Історія
Футбольний клуб Кот д'Ор був заснований в місті Праслен. У сезоні 2011 року клуб дебютував у Першому дивізіоні і одразу ж посів третє місце, в наступному, 2012 році команда повторила свій успіх. «Кот д'Ор» тріумфував у національному чемпіонаті у сезоні 2013 року після нічиєї в останньому матчі з ФК «Ла Пасс», випередивши клуб, який посів друге місце, на два очки.
До цього головним його досягненням був фінал Кубку Сейшельських островів 2012 року, в якому команда з Праслену поступилася трьохкратному переможцю цього турніру ФК «Ансі Реюньйон» з рахунком 2:3.
На міжнародному рівні «Кот д'Ор» двічі виступали на континентальних турнірах, в яких жодного разу так і не змогли подолати попередній раунд.

## Досягнення
- Перший дивізіон
  -  Чемпіон (4): 2013, 2016, 2018, 2024/25
  -  Бронзовий призер (3): 2011, 2012, 2014

- Кубок Сейшельських Островів
  -  Фіналіст (2): 2012, 2014

- Кубок Ліги Сейшельських островів
  -  Володар (1): 2012
  -  Фіналіст (1): 2013

- Кубок Другого дивізіону Сейшельських островів
  -  Володар (1): 2010

- Кубок Третього дивізіону Сейшельських островів
  -  Володар (1): 2007

## Статистика виступів на континентальних турнірах
| Сезон | Турнір                 | Раунд      | Клуб      | Вдома | На виїзді | Загальний |
| ----- | ---------------------- | ---------- | --------- | ----- | --------- | --------- |
| 2014  | Ліга чемпіонів КАФ     | Попередній | Кабушкорп | 1-2   | 1-5       | 2-7       |
| 2015  | Кубок конфедерації КАФ | Попередній | Дедебіт   | 2-3   | 0-2       | 2-5       |